# چغک‌چینی گونه‌خاکستری
چغک‌چینی گونه‌خاکستری (نام علمی: Alcippe morrisonia) نام یک گونه از تیره سسکیان است.